# 吉耶讷地区米拉蒙
吉耶讷地区米拉蒙（法語：Miramont-de-Guyenne，法語發音：[miʁamɔ̃ də ɡɥijɛn]）是法国洛特-加龙省的一个市镇，位于该省北部偏西，属于马尔芒德区。

## 地理
吉耶讷地区米拉蒙（44°36'6"N, 0°21'40"E）面积16.66 平方千米，位于法国新阿基坦大区洛特-加龍省，该省份为法国西南部内陆省份，北起多爾多涅省，西接吉倫特省和朗德省，南至热尔省，东临塔恩-加龙省和洛特省。
与吉耶讷地区米拉蒙接壤的市镇（或旧市镇、城区）包括：佩里耶尔、蒙蒂尼亚克-图皮讷里、阿尔米亚克、拉韦涅、皮斯朗皮永、鲁马涅、圣帕尔杜-伊萨克、塞什。

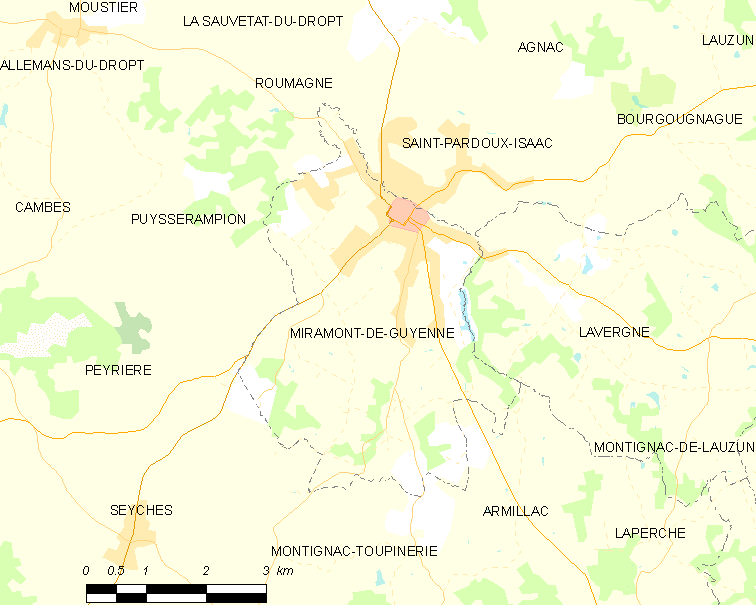
吉耶讷地区米拉蒙的OSM定位图

吉耶讷地区米拉蒙的时区为UTC+01:00、UTC+02:00（夏令时）。

## 行政
吉耶讷地区米拉蒙的邮政编码为47800，INSEE市镇编码为47168。

## 政治
吉耶讷地区米拉蒙所属的省级选区为德罗河谷县。

## 人口

1962-2008年间吉耶讷地区米拉蒙人口变化图示

吉耶讷地区米拉蒙于2022年1月1日时的人口数量为3082人。

## 交通
洛特-加龙省省道D1线、D227线、D279线、D667线、D668线和D933线在镇中心交汇。